# Fasola

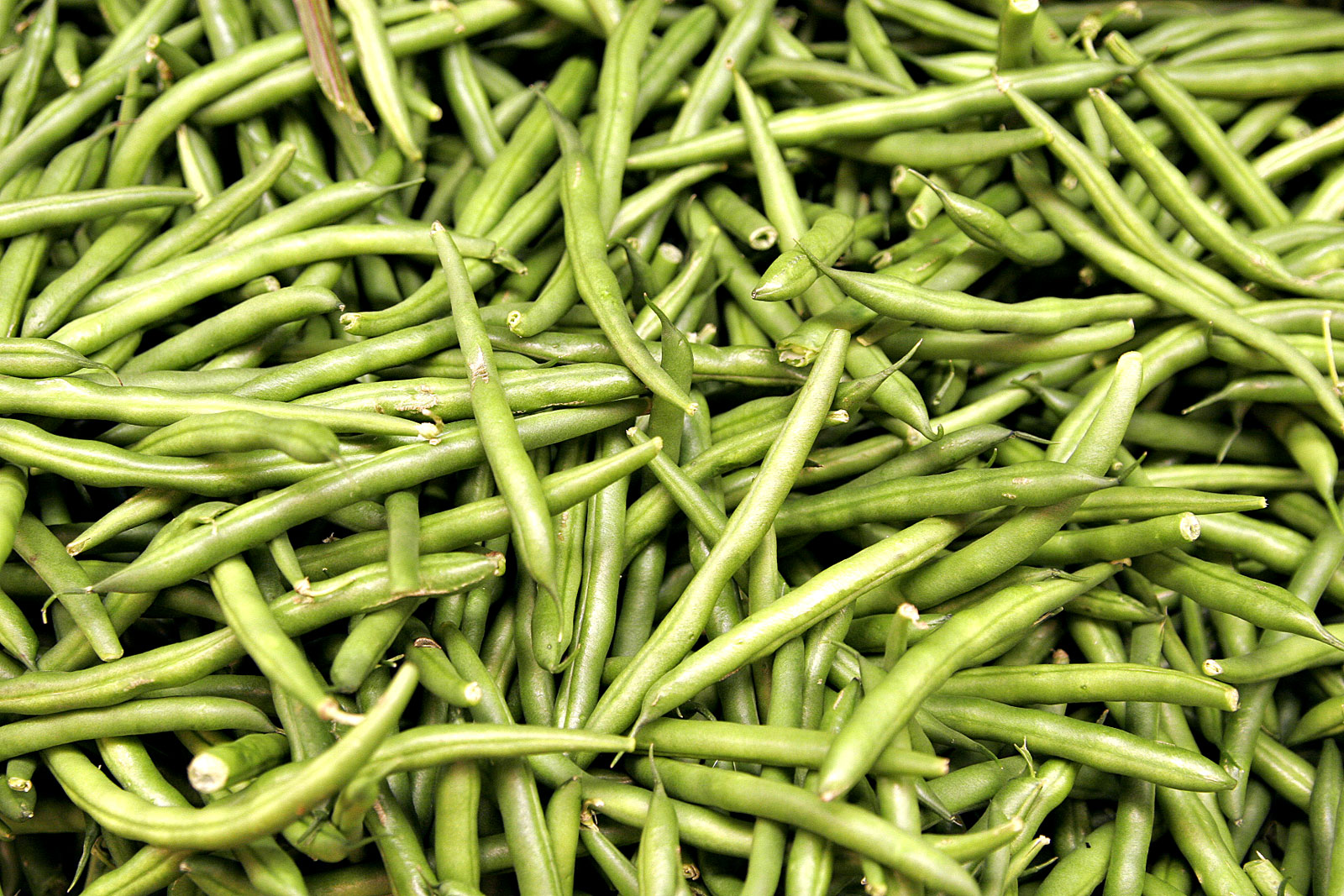
Strąki fasoli

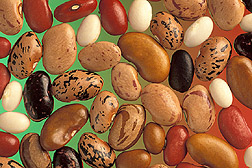
Nasiona fasoli

Fasola (Phaseolus L.) – rodzaj roślin jednorocznych i bylin należący do rodziny bobowatych. Naturalnie występują w Ameryce Południowej i Północnej, na północy sięgając po Connecticut, ale największe zróżnicowanie osiągają w tropikach. Rodzaj obejmuje co najmniej od ok. 36 do 96 gatunków. Liczne gatunki zostały rozpowszechnione w uprawie na całym świecie po odkryciu Ameryki przez Krzysztofa Kolumba, przy czym większość w strefie tropikalnej. W klimacie umiarkowanym, w tym w Europie i Polsce, najważniejsze znaczenie użytkowe mają dwa gatunki – fasola zwykła i wielokwiatowa. Rośliny z tego rodzaju należą do ważniejszych roślin uprawnych w skali świata.

## Morfologia
PokrójPnącza zielne (jednoroczne i wieloletnie) osiągające do 6 m wysokości o wijących się i przeważnie cienkich łodygach.
LiścieZłożone, z trzema listkami i drobnymi przylistkami.
KwiatyMotylkowe, zebrane w luźne grona. Działki kielicha w liczbie 5 zrośnięte. Płatki korony, także w liczbie 5, nierówne. Górny w formie okazałego żagielka. Boczne tworzą stulone skrzydełka okrywające łódeczkę zawierającą 10 pręcików i słupek. Pręciki zrosłe są w rurkę i tylko jeden, najwyższy, jest wolny. Zalążnia jest górna, powstaje z jednego owocolistka i zawiera kilka zalążków rozwijających się w nasiona. Płatki mają barwę od białej przez pomarańczowo-czerwoną, po czerwoną.
OwoceStrąki cylindryczne lub spłaszczone, zawierające nasiona barwy białej, czarnej lub marmurkowe (wielobarwne).

## Systematyka
Synonimy
Alepidocalyx Piper, Minkelersia M. Martens & Galeotti, Rudua F. Maek.
Pozycja według APweb (aktualizowany system APG III z 2009)
Jeden z rodzajów podrodziny bobowatych właściwych Faboideae w rzędzie bobowatych Fabaceae s.l. W obrębie podrodziny należy do plemienia Phaseoleae, podplemienia Phaseolinae.
Pozycja według systemu Revala (1993–1999)
Gromada okrytonasienne (Magnoliophyta Cronquist), podgromada Magnoliophytina Frohne & U. Jensen ex Reveal, klasa Rosopsida Batsch, podklasa różowe (Rosidae Takht.), nadrząd Fabanae R. Dahlgren ex Reveal, rząd bobowce (Fabales Bromhead), rodzina bobowate (Fabaceae Lindl.), podrodz. Phaseoloideae Burnett, plemię Phaseoleae DC., podplemię Phaseolinae Bronn. rodzaj fasola (Phaseolus L.).
Wykaz gatunków
- Phaseolus acinaciformis Freytag & Debouck
- Phaseolus acutifolius A.Gray – fasola ostrolistna
- Phaseolus albescens McVaugh ex R. Delgad. & A. Delgado
- Phaseolus albiflorus Freytag & Debouck
- Phaseolus albinervus Freytag & Debouck
- Phaseolus albiviolaceus Freytag & Debouck
- Phaseolus altimontanus Freytag & Debouck
- Phaseolus amabilis Standl.
- Phaseolus amblyosepalus (Piper) C.V.Morton
- Phaseolus angustissimus A.Gray
- Phaseolus anisophyllus (Piper) Freytag & Debouck
- Phaseolus anisotrichos Schltdl.
- Phaseolus atomifer M.E. Jones
- Phaseolus augustii Harms
- Phaseolus brevicalyx Micheli
- Phaseolus campanulatus Freytag & Debouck
- Phaseolus carteri Freytag & Debouck
- Phaseolus chacoensis Hassl.
- Phaseolus chiapasanus Piper
- Phaseolus cibellii Chiov.
- Phaseolus coccineus L. – fasola wielokwiatowa
- Phaseolus cochleatus Bello
- Phaseolus costaricensis Freytag & Debouck
- Phaseolus dasycarpus Freytag & Debouck
- Phaseolus dumosus Macfad.
- Phaseolus esperanzae Seaton
- Phaseolus esquincensis Freytag
- Phaseolus filiformis Benth.
- Phaseolus galactoides (M.Martens & Galeotti) Marechal
- Phaseolus glabellus Piper
- Phaseolus gladiolatus Freytag & Debouck
- Phaseolus grayanus Wooton & Standl.
- Phaseolus harmsianus Herter
- Phaseolus hintonii Delgado
- Phaseolus jaliscanus Piper
- Phaseolus juquilensis A. Delgado
- Phaseolus laxiflorus Piper
- Phaseolus leptophyllus G. Don
- Phaseolus leucanthus Piper
- Phaseolus longiplacentifer Freytag
- Phaseolus lunatus L. – fasola półksiężycowata
- Phaseolus macrolepis Piper
- Phaseolus maculatifolius Freytag & Debouck
- Phaseolus maculatus Scheele
- Phaseolus macvaughii Delgado
- Phaseolus magnilobatus Freytag & Debouck
- Phaseolus marechalii Delgado
- Phaseolus massaiensis Taub.
- Phaseolus micranthus Hook. & Arn.
- Phaseolus microcarpus Mart.
- Phaseolus mollis Hook. f.
- Phaseolus neglectus F.J. Herm.
- Phaseolus nelsonii Marechal & al.
- Phaseolus nodosus Freytag & Debouck
- Phaseolus novoleonensis Debouck
- Phaseolus oaxacanus Rose
- Phaseolus oligospermus Piper
- Phaseolus pachyrrhizoides Harms
- Phaseolus palmeri Piper
- Phaseolus parvifolius Freytag
- Phaseolus parvulus Greene
- Phaseolus pauciflorus Sessé & Moc. ex G. Don
- Phaseolus pedicellatus Benth.
- Phaseolus perplexus A. Delgado
- Phaseolus persistentus Freytag & Debouck
- Phaseolus plagiocylix Harms
- Phaseolus pluriflorus Marechal & al.
- Phaseolus polymorphus S.Watson
- Phaseolus polystachios (L.) Britton & al.
- Phaseolus polytylus Harms
- Phaseolus pyramidalis Freytag
- Phaseolus reptans Ducke
- Phaseolus reticulatus Freytag & Debouck
- Phaseolus rimbachii Standl.
- Phaseolus ritensis M.E.Jones
- Phaseolus robustus Piper
- Phaseolus rotundatus Freytag & Debouck
- Phaseolus salicifolius Piper
- Phaseolus scabrellus Benth. ex S. Watson
- Phaseolus scrobiculatifolius Freytag
- Phaseolus sinensis Schur
- Phaseolus sonorensis Standl.
- Phaseolus spiralis Piper
- Phaseolus supinus Wiggins & Rollins
- Phaseolus talamancensis Debouck & Torres Gonz.
- Phaseolus tenellus Piper
- Phaseolus teulensis Freytag
- Phaseolus trifidus Freytag
- Phaseolus tuerckheimii Donn.Sm.
- Phaseolus unilobatus Pittier
- Phaseolus venosus Piper
- Phaseolus vulcanicus (Piper) Marechal & al.
- Phaseolus vulgaris L. – fasola zwykła
- Phaseolus wrightii A.Gray
- Phaseolus xanthotrichus Piper
- Phaseolus xolocotzii Delgado

## Właściwości fizykochemiczne
Zwykła surowa fasola zawiera w sobie fazynę – białko, które powoduje sklejanie się erytrocytów. Niektóre gatunki fasoli zawierają tyle fazyny, że już cztery lub pięć nasion wystarczy, by wystąpiły wymioty i biegunka. W ekstremalnym przypadku spożycie surowej fasoli może zakończyć się śmiercią. Dopiero w wyniku podgrzania do temperatury około 90 stopni Celsjusza zawarta w fasoli fazyna ulega rozkładowi.

## Zastosowanie
Do rodzaju należą liczne rośliny uprawne uprawiane głównie jako warzywa o dużych wartościach odżywczych. Należą do grupy tzw. roślin strączkowych. W uprawie jest ok. 20 gat. fasoli. Niektóre gatunki o efektownych kwiatach uprawiane są także jako rośliny ozdobne.
Fasola w postaci zielonych strąków stanowi cenny surowiec do produkcji konserw i mrożonek. Fasola stanowi surowiec dla przetwórstwa warzywnego.

## Uprawa

### Pochodzenie i historia uprawy
Fasola pochodzi z Ameryki Środkowej i Południowej, gdzie uprawia się ją od ponad 7 tysięcy lat. Uznawana jest za jedną z najstarszych roślin uprawnych na terenie Peru i Meksyku. Pierwsze informacje o uprawie fasoli w Europie pochodzą z 1542 roku. Początkowo nie potrafiono jej w odpowiedni sposób uprawiać i użytkować. W XVI wieku uprawiana we Włoszech, Francji, w Niemczech i Anglii w ogrodach botanicznych.
W XVII wieku uprawa fasoli rozszerzyła się. W połowie XVII wieku występowała już w Prusach Wschodnich w Królewcu. W Polsce u schyłku XVI wieku uprawiano fasolę jako roślinę ozdobną w klasztornych ogródkach, a dopiero w XVII wieku jako warzywo.

### Wymagania
Wymagania klimatyczne
Fasola jest rośliną ciepłolubną i ma duże wymagania termiczne. Jest wrażliwa na przymrozki, a chłód w okresie siewu powoduje gnicie nasion.
Fasola reaguje na temperaturę w zależności od fazy rozwojowej. W temperaturze od –5 °C do –6 °C uszkadzane są pęczniejące nasiona fasoli, kwiaty w temperaturze od –2 °C do –3 °C, natomiast strąki od –3 °C do –4 °C. Nasiona fasoli szybko pęcznieją po ulokowaniu w chłodnej i wilgotnej glebie, ale procesy kiełkowania nie zachodzą w temperaturze poniżej 8 °C. Równomierne i szybkie kiełkowanie fasoli może mieć miejsce w temperaturze powyżej 13 °C, a optymalna temperatura kiełkowania nasion fasoli i szybkich wschodów wynosi od 15 °C do 18 °C. Dla wzrostu fasoli optymalna temperatura wynosi od 16 do 25 °C, a dla kwitnienia i zawiązywania strąków od 15 do 30 °C.
Potrzebna do kiełkowania fasoli ilość wody wynosi od 70 do 110% masy nasienia. W okresie formowania i dojrzewania strąków fasola źle reaguje na zbyt dużą wilgotność powietrza i obfite opady, które wydłużają okres wegetacyjny, stwarzając warunki do porażenia przez choroby grzybowe. Silne wiatry negatywnie wpływają na fasolę, powodując mechaniczne uszkodzenia i wysychanie najdelikatniejszych liści.
Fasoli nie powinno się uprawiać w miejscach zacienionych. Dobremu rozwojowi fasoli sprzyja klimat kontynentalny.
Wymagania glebowe
Fasola ma mniejsze wymagania glebowe niż klimatyczne. Można ją z powodzeniem uprawiać na wszystkich typach żyznych gleb o dużej zawartości związków próchniczych, szybko nagrzewających się, z dobrze uregulowanymi stosunkami wodnymi. Może być też uprawiana na glebach torfowych w przypadku opóźnionego siewu. Najlepsze plony fasola daje na glebie średnio zwięzłej, przepuszczalnej, z dostateczną zawartością substancji organicznych i wapnia oraz na madach i czarnoziemach.
Fasolę powinno się uprawiać na glebach zaklasyfikowanych do klasy bonitacyjnej od I do IVb. Do jej uprawy najlepiej sprawdzają się wszystkie kompleksy pszenne i kompleks żytni bardzo dobry.
Fasolę powinno się uprawiać na glebach o odczynie obojętnym lub zasadowym. Źle reaguje na kwaśny odczyn gleby (poniżej 5,5 pH). Optymalne pH dla fasoli waha się od 6,5 do 7,8.

### Choroby
- wirusowe: mozaika fasoli, żółta mozaika fasoli
- bakteryjne: bakterioza obwódkowa fasoli, bakteryjna brązowa plamistość fasoli, bakteryjne więdnięcie fasoli, ostra bakterioza fasoli
- wywołane przez lęgniowce i grzyby: antraknoza fasoli, fuzaryjne więdnięcie fasoli, fuzaryjna zgorzel fasoli, rdza fasoli, zgorzel siewek[12].

## Produkcja

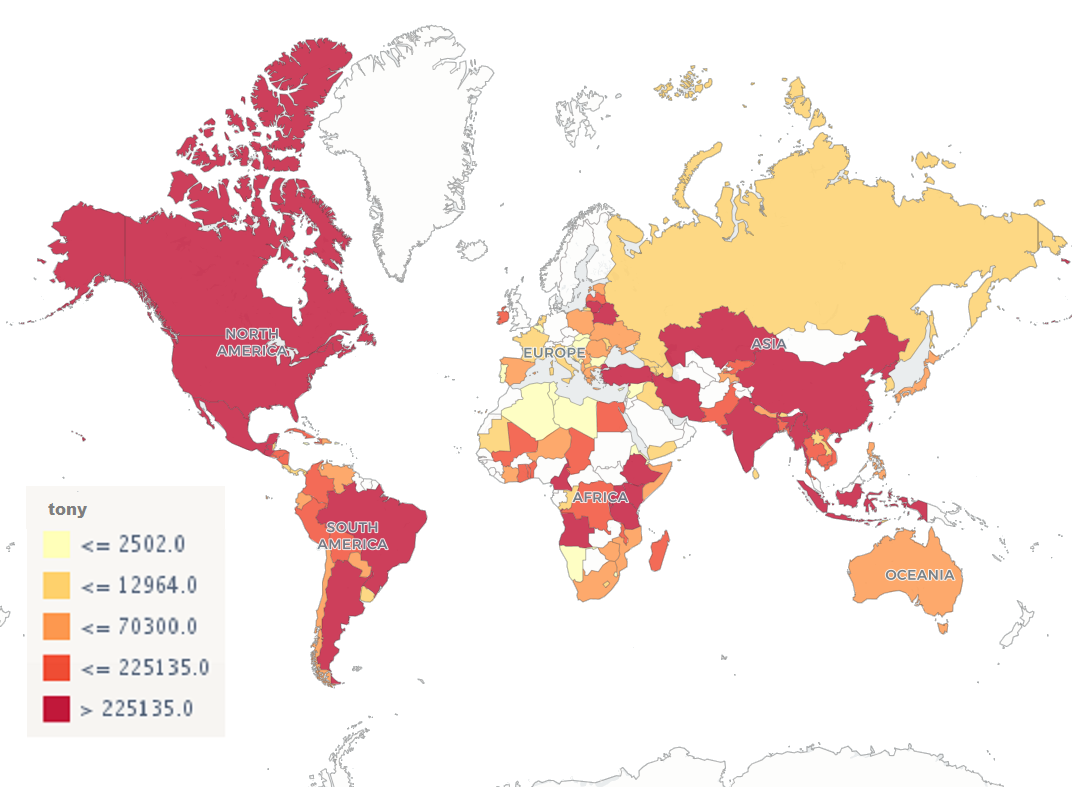
Produkcja fasoli na świecie

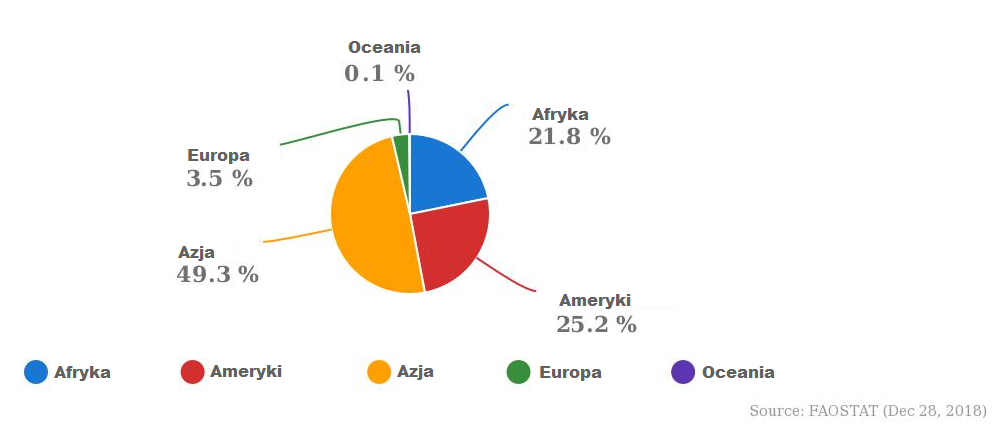
Udział procentowy kontynentów w produkcji fasoli

| Najwięksi producenci fasoli i ich plony (2017)                                                                 | Najwięksi producenci fasoli i ich plony (2017) | Najwięksi producenci fasoli i ich plony (2017) |
| Kraj | Produkcja (w tonach)                           | Plony (wydajność w hg/ha)                      |
| --- | ---------------------------------------------- | ---------------------------------------------- |
| Indie | 6 390 000                                      | 4 142                                          |
| Mjanma | 5 466 166                                      | 17 178                                         |
| Brazylia | 3 033 017                                      | 10 850                                         |
| Stany Zjednoczone                                                                                              | 1 625 900                                      | 19 961                                         |
| Chiny | 1 333 557                                      | 16 515                                         |
| Meksyk | 1 183 868                                      | 7 284                                          |
| Tanzania | 1 140 444                                      | 9 910                                          |
| Uganda | 1 024 742                                      | 16 183                                         |
| Kenia | 846 000                                        | 7 165                                          |
| Etiopia | 543 984                                        | 16 493                                         |
| Łącznie na świecie                                                                                             | 31 405 912                                     | 8 614                                          |
| Food And Agricultural Organization of United Nations: Economic And Social Department: The Statistical Division |                                                |                                                |